# Lookout Mountain (Georgia)
Lookout Mountain – miasto w Stanach Zjednoczonych, w stanie Georgia, w hrabstwie Walker.